# Herrarnas fristående i gymnastik vid olympiska sommarspelen 1972
Herrarnas fristående i gymnastik vid olympiska sommarspelen 1972 avgjordes den 27 augusti till 1 september i Olympiahalle, München.

## Medaljörer
| Gren                 | Guld                            | Silver                 | Brons                   |
| Herrarnas fristående | Nikolaj Andrianov Sovjetunionen | Akinori Nakayama Japan | Shigeru Kasamatsu Japan |

## Resultat

### Final
| Placering | Gymnast                 | C     | O     | Kval  | Final | Totalt |
| --------- | ----------------------- | ----- | ----- | ----- | ----- | ------ |
|           | Nikolaj Andrianov (URS) | 9,600 | 9,450 | 9,525 | 9,650 | 19,175 |
|           | Akinori Nakayama (JPN)  | 9,400 | 9,650 | 9,525 | 9,600 | 19,125 |
|           | Shigeru Kasamatsu (JPN) | 9,450 | 9,600 | 9,525 | 9,500 | 19,025 |
| 4         | Eizo Kenmotsu (JPN)     | 9,400 | 9,650 | 9,525 | 9,400 | 18,925 |
| 5         | Klaus Köste (GDR)       | 9,500 | 9,550 | 9,525 | 9,300 | 18,825 |
| 6         | Sawao Kato (JPN)        | 9,500 | 9,600 | 9,550 | 9,200 | 18,750 |